# Ermita de Lourdes
La ermita de Lourdes (en catalán: Ermita de la Mare de Déu de Lourdes) es una pequeña ermita situada en la localidad menorquina de Fornells, perteneciente al municipio de Mercadal.
La ermita aprovecha una pequeña cueva natural.
Está situada en el extremo norte de la localidad, en un camino que parte del aparcamiento que hay situado al final de la Calle de la Tramontana, en menorquín Carrer de la Tramuntana, y que asciende en dirección oeste para dirigirse hacia la Torre de Fornells.

## Cartografía
Hoja n.º 618 de la serie MTN50 del  Insitituto Geográfico Nacional. (Descarga gratuita en formato digital en Centro de descargas del  Centro Nacional de Información Geográfica)
«Centro de descargas del Centro Nacional de Información Geográfica» (en español, inglés y francés).